# Евгеновка (Николаевская область)
Евгеновка (укр. Євгенівка) — село в Снигирёвском районе Николаевской области Украины.
Население по переписи 2001 года составляло 1176 человек. Почтовый индекс — 57311. Телефонный код — 5162.

## Местный совет
57310, Николаевская обл., Снигирёвский р-н, с. Васильевка, ул. Шевченка, 32а